# 月眉糖廠
月眉糖廠為台灣糖業公司位於臺中市后里區的糖廠，原為1909年設置的「大甲製糖所」，在二戰前是日糖興業的「月眉製糖所」，每日壓榨甘蔗量為800公噸。月眉糖廠在二戰後持續製糖，直到1999年停止運作，並轉型為月眉觀光糖廠。

## 歷史
月眉糖廠原為1909年由小松楠彌設立的「大甲製糖所」，是壓榨能力200噸的改良糖廍。1911年3月，其被併入同為小松楠彌等人設立的北港製糖株式會社，改為北港製糖的「月眉製糖所」，壓榨能力在1915年3月提升至300噸。1915年5月，月眉製糖所被併入東洋製糖株式會社。1916年1月，東洋製糖收購宜蘭殖產株式會社山腳製糖所，並將其原料採取範圍併入月眉製糖所。1918年3月，月眉製糖所壓榨能力提升至750噸。1919年9月，合併大正製糖株式會社貓盂製糖所的原料採取區域。1927年12月，東洋製糖受到昭和金融恐慌影響，被併入大日本製糖。1943年11月25日，大日本製糖改稱「日糖興業株式會社」。月眉製糖所於日治時期的地址是臺中州豐原郡內埔庄月眉193番地。
月眉製糖所在1946年由台灣糖業公司接收，隸屬台糖第一分公司，並改稱「月眉糖廠」。由於月眉糖廠在1945年受到美軍空襲，導致廠房嚴重損毀，甘蔗是送到台中糖廠代壓，而月眉糖廠在1947年才正式恢復製糖。1950年，台糖改行「總廠製」，月眉糖廠因地理環境較特殊，由公司直屬管轄。1967年，台糖改行「大廠制」，月眉糖廠改隸台中總廠，1969年，月眉糖廠改為台中糖廠第二工場。1973年6月，月眉糖廠從台中糖廠脫離，改為總公司直營的月眉糖廠。

1989年，台糖與交通部觀光局共同完成〈大型育樂區開發可行性研究報告〉，選擇以月眉糖廠約200公頃的農場用地作為大型育樂區開發基地。1990年，因台糖組織精簡，台中糖廠併入月眉糖廠。1998年，月眉育樂世界開始興建。1999年，月眉糖廠停止製糖業務運作，並改制轉型為月眉觀光糖廠。2000年7月1日，月眉育樂世界馬拉灣水上樂園正式營運。2010年3月，月眉糖廠製糖工廠，含工場、煙囪、蜜槽、機具及輸送帶，被指定為臺中縣歷史建築。

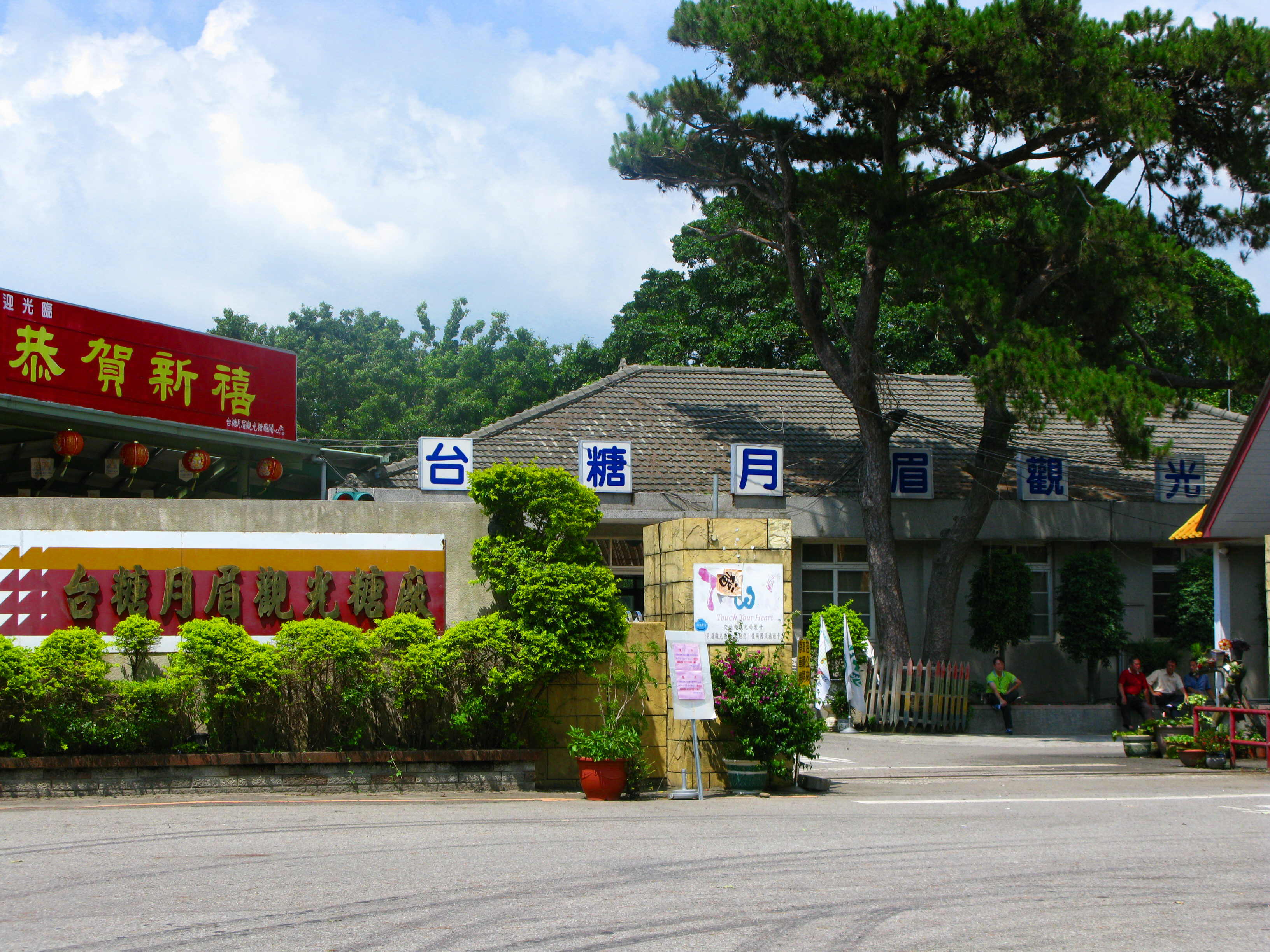
糖廠入口
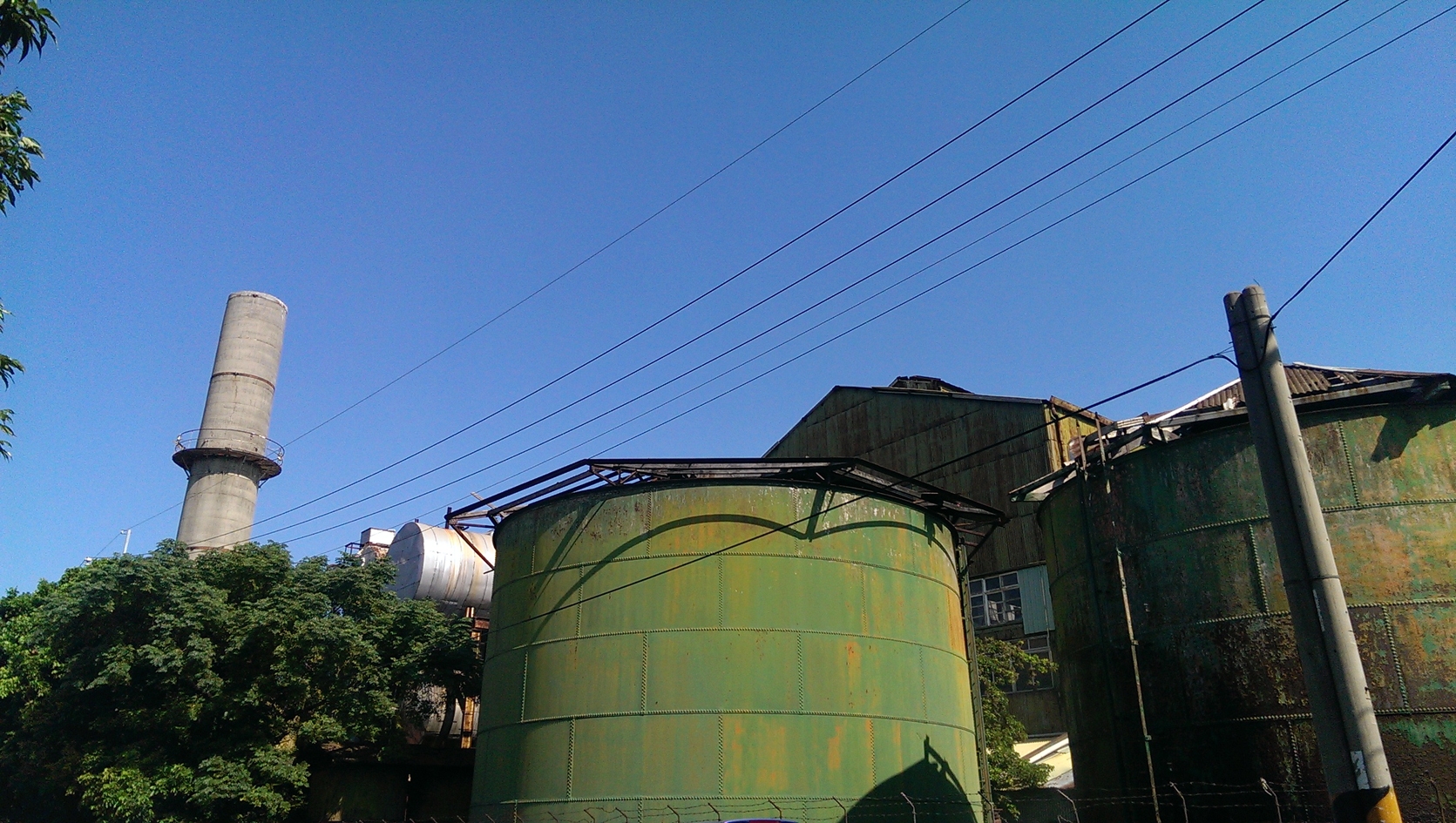
糖廠煙囪與工廠儲槽
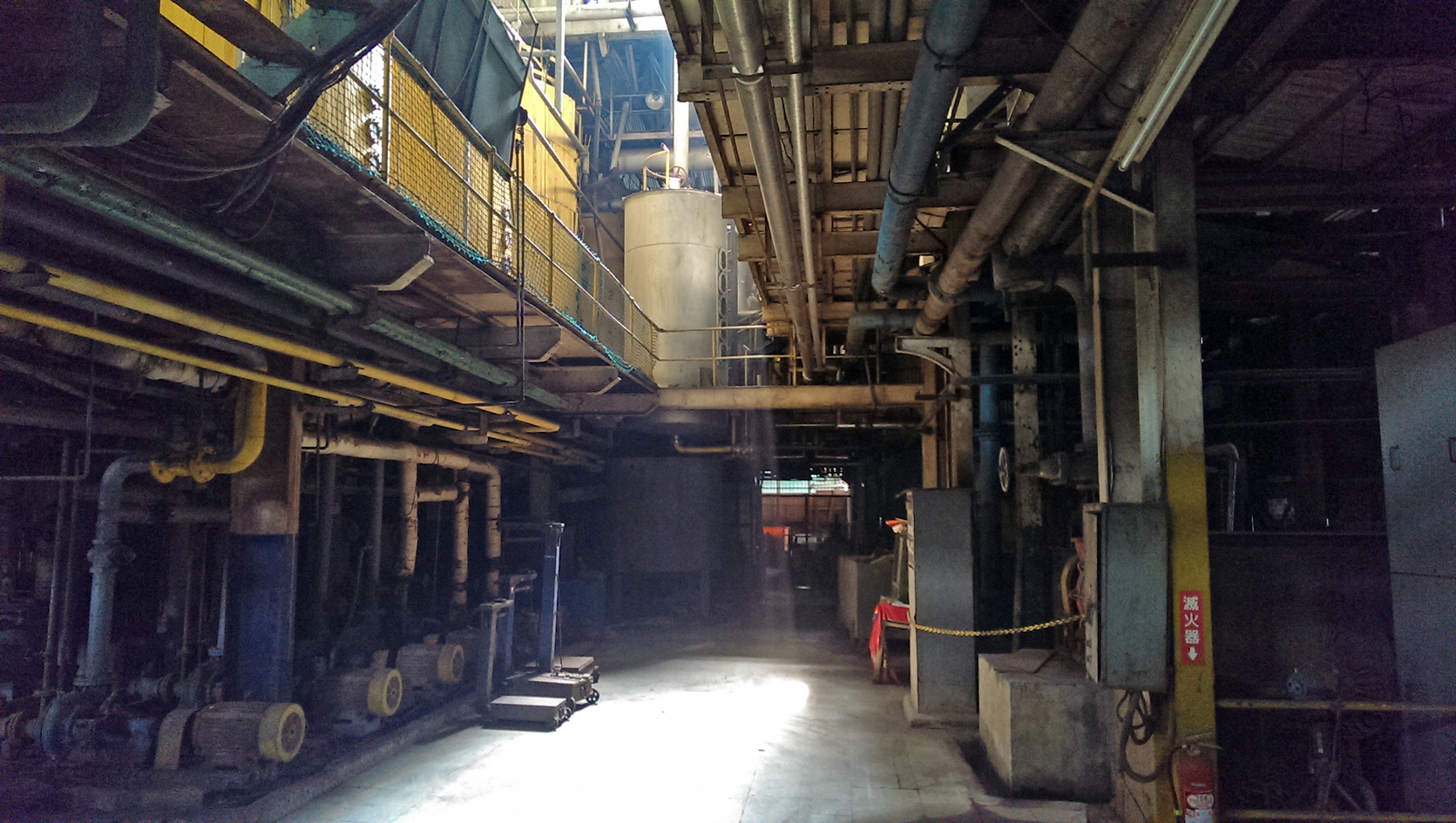
糖廠工廠內部
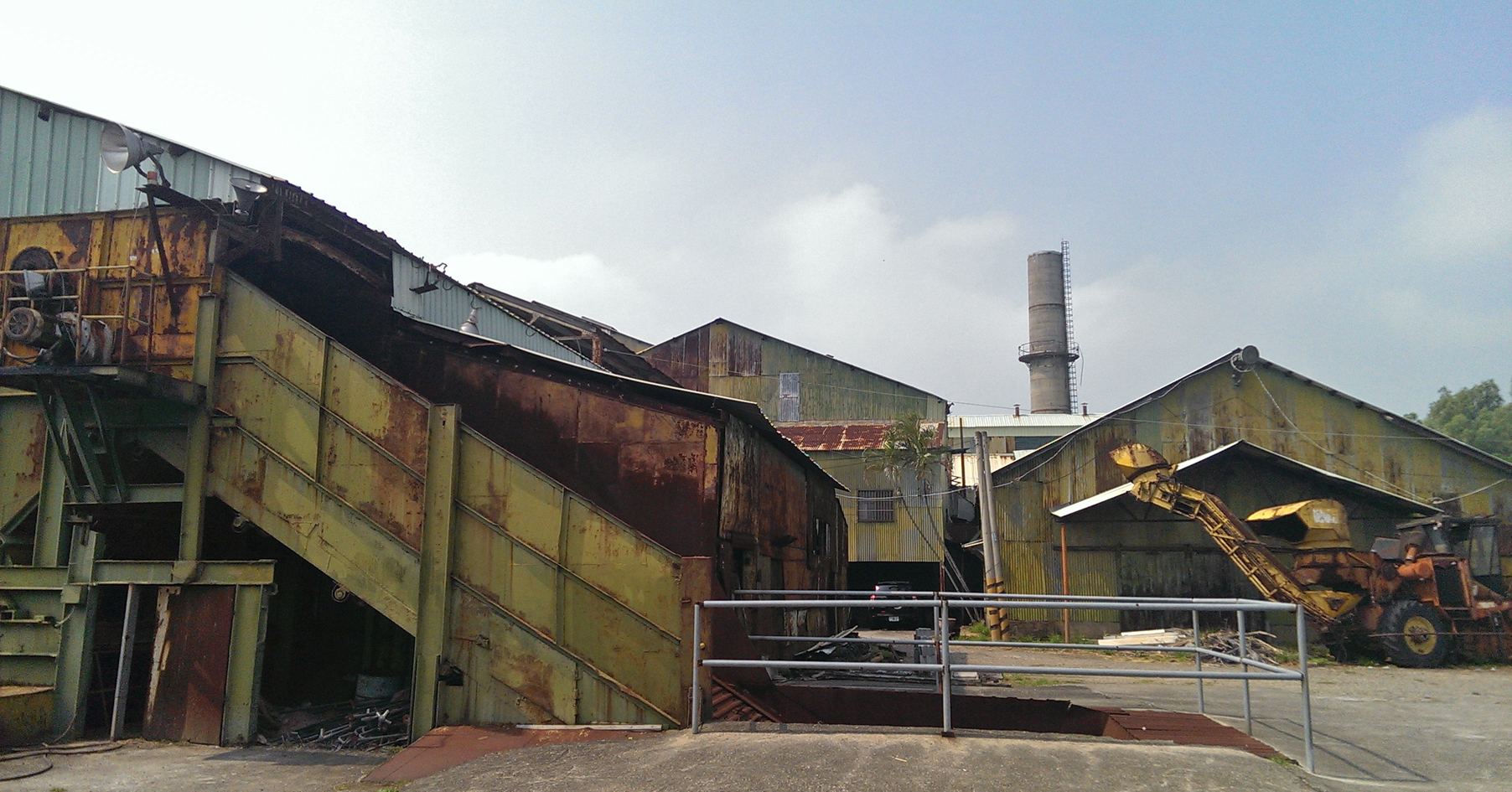
糖廠工廠外觀
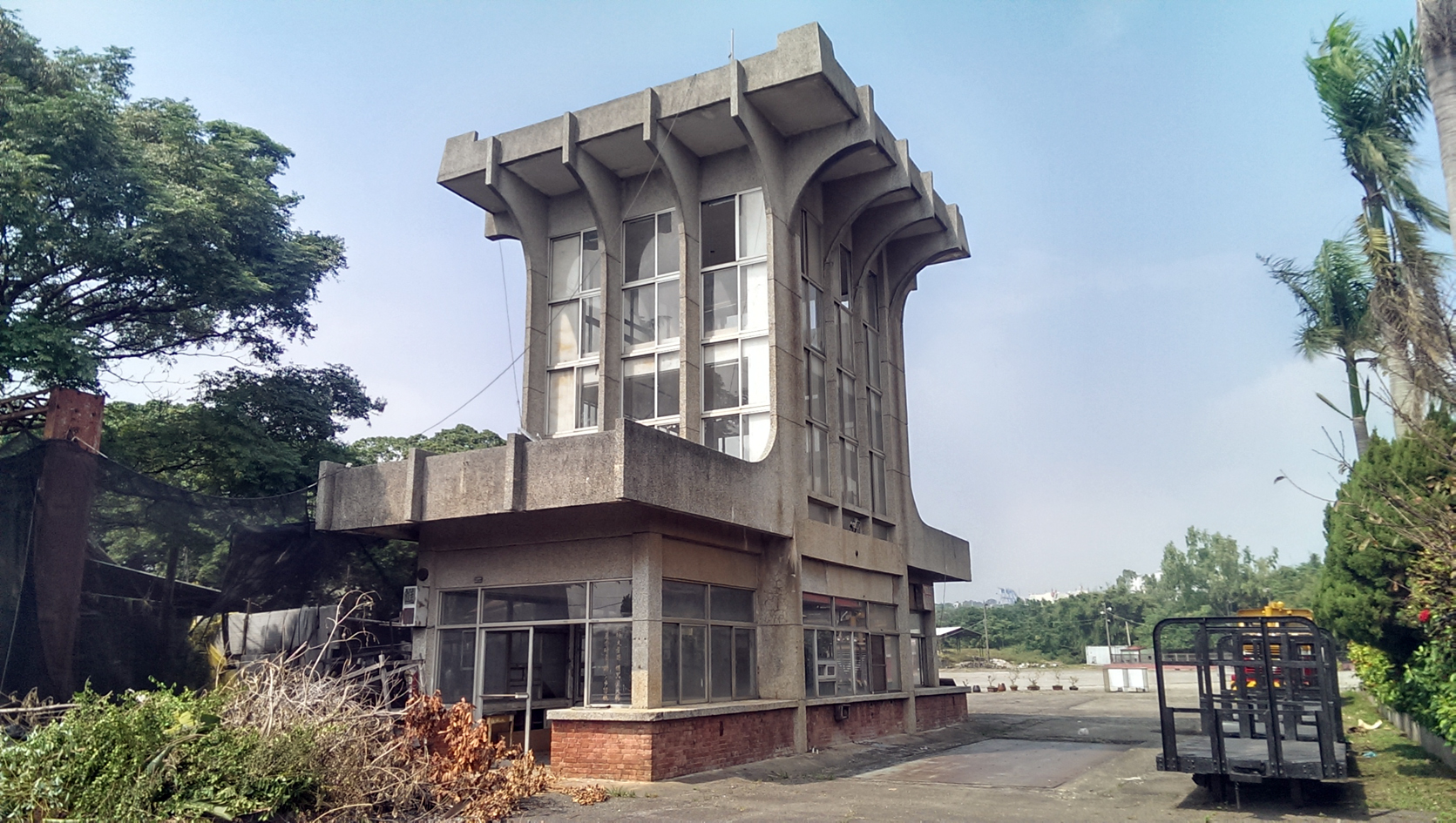
糖廠秤量所
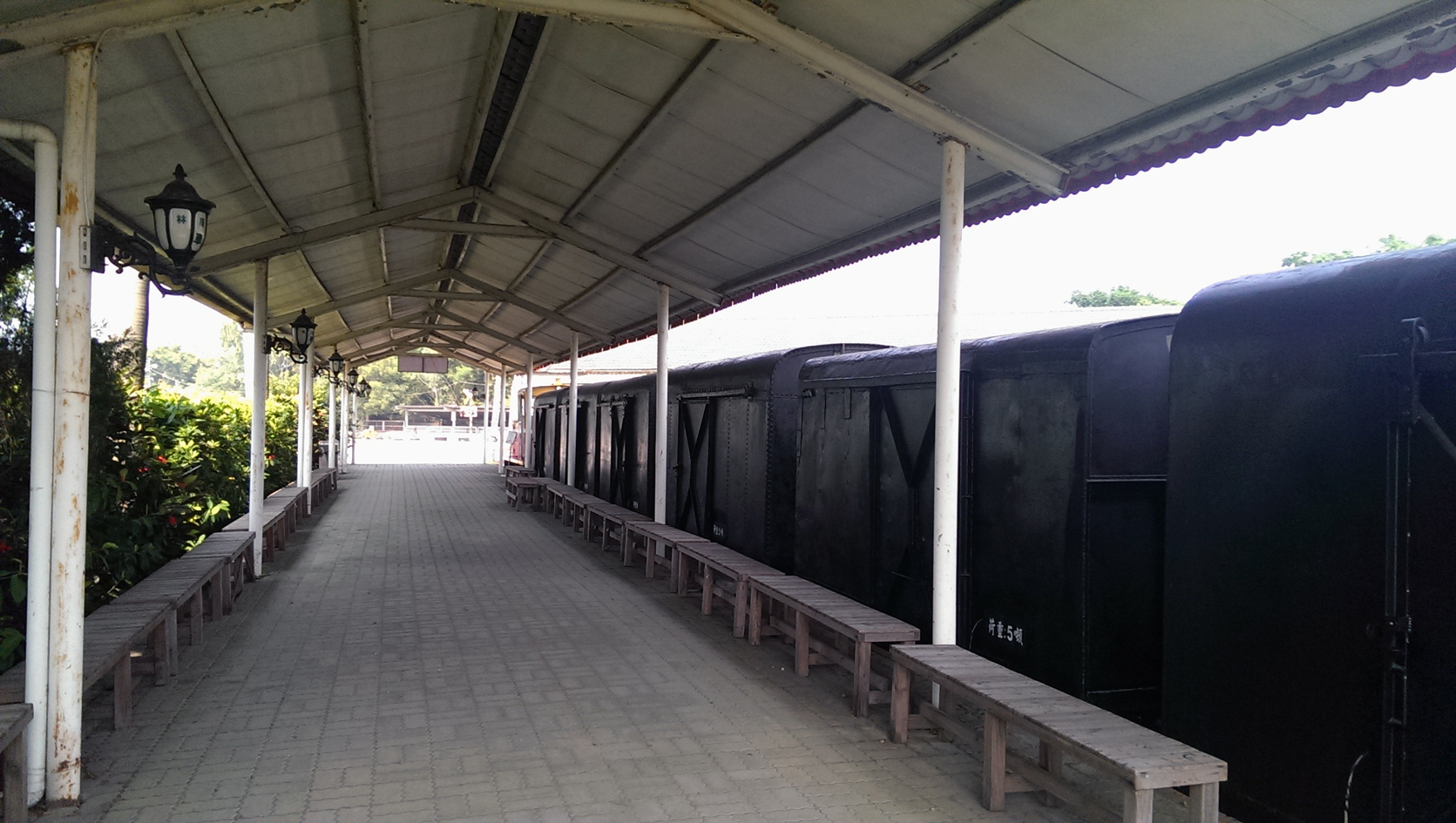
糖鐵月台
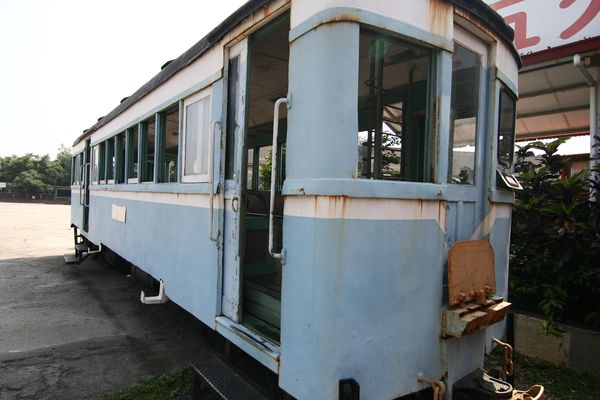
位於月眉糖廠時的成功號汽油客車，已轉移至烏樹林糖廠並修復至可動狀態[4]。

## 設施

### 神社
月眉糖廠的「月眉社」在1923年12月21日鎮座，位在內埔庄月眉396番地，祭神是天照大神，例祭日是11月12日。

### 學校
月眉糖廠裡在日治時期設有供糖廠日人子女就讀的月眉小學校，在月眉小學校設立前，學生只能就讀葫蘆墩小學校，由於交通不便，於是在1913年5月設立「葫蘆墩小學校月眉分教場」，1916年4月改為「月眉尋常小學校」。1920年4月，設立高等科，但在1924年廢止。地址是內埔庄月眉178番地，位在月眉製糖所北側的職員宿舍區內。1941年4月，改制為「內埔國民學校」。
二戰後，內埔國民學校在1945年10月改為「後里國民學校」。1946年11月，學校遷到后里車站前，即為現在的后里國小。

## 鐵道路線
其早期鐵道運輸路線中，以東起后里西至大甲的原料線大甲線為運輸主幹線，該線橫亙后里台地東西，除了製糖原料之運輸，早期還曾辦理客運業務，在縱貫鐵路海線未修建之前，為當時外埔、大甲、大安等海線居民的對外出入交通路線。

## 外部連結
- 台灣製糖工廠百年歷史地圖 月眉糖廠 （页面存档备份，存于）
- 台糖全球中文入口網 （页面存档备份，存于）
- 月眉觀光糖廠 （页面存档备份，存于）
- 月眉糖廠鐵道簡介